# سيباستيان هارتمان
سيباستيان هارتمان هو سياسي ألماني، ولد في 7 يوليو 1977 في أوبرهاوزن في ألمانيا. نشط حزبياً في الحزب الديمقراطي الاجتماعي الألماني (1993 – 1993). في الانتخابات الفيدرالية الألمانية 2017، انتخب عضو في البوندستاغ الألماني عن دائرة Rhein-Sieg-Kreis I ‏ وقد انضم خلال البوندستاغ الألماني التاسع عشر (24 أكتوبر 2017 – ) للكتلة البرلمانية المجموعة البرلمانية للحزب الديمقراطي الاجتماعي ‏ وانتخب عضو في البوندستاغ الألماني خلال فترته النيابية ‏ (22 أكتوبر 2013 – 24 أكتوبر 2017).

## وصلات خارجية
- الموقع الرسمي
- سيباستيان هارتمان على موقع IMDb (الإنجليزية)
- سيباستيان هارتمان على موقع مونزينجر (الألمانية)